# Fusinus amphiurgus
Fusinus amphiurgus är en snäckart som först beskrevs av Dall 1889.  Fusinus amphiurgus ingår i släktet Fusinus och familjen Fasciolariidae. Inga underarter finns listade i Catalogue of Life.